# Riket av denna världen
Riket av denna världen, (El reino de este mundo), är en roman av den kubanske författaren Alejo Carpentier utgiven 1949. 
Den skildrar Haiti före, under och efter den haitiska revolutionen. Det är en roman där författaren med en blandning av historia och fiktion utforskar landets historiska och kulturella rötter.
Riket av denna världen var ett av de första verken inom magisk realism och blev stilbildande för den latinamerikanska el boom-vågen med författare som Gabriel García Márquez, Carlos Fuentes och Mario Vargas Llosa.

## Svenska utgåvor
- Riket av denna världen Bonniers, Panacheserien 1958 Libris
- Riket av denna världen Ny utgåva, Ruin förlag 2011 med efterord av Annakarin Thorburn Libris